# 悟空大战二郎神
《悟空大战二郎神》是一部中国制作的CG动画电影，云南缘成影视出品，改编自中国古典名著《西游记》。

## 背景及剧情
这部电影以中国传统木偶为特色，约占电影的30%，绘有3D动画背景。
故事改编自经典小说《西游记》的前几章，讲述孙悟空逆天而行，与玉皇大帝的侄儿二郎神发生惨烈的战斗。

## 荣誉
这部电影在首届亚太电影奖中获得亚太电影奖最佳动画片提名。